# Az öt család (amerikai maffia)
Az Öt Család az olasz-amerikai maffia öt nagy New York-i szervezett bűnözőklánjának átfogó neve, amelyet Salvatore Maranzano 1931-ben, a Castellammarese háborúban aratott győzelmét követően hozott létre.
Maranzano átszervezte a New York-i olasz-amerikai bandákat a Maranzano, Profaci, Mangano, Luciano és Gagliano klánokba, amelyeket ma Bonanno, Colombo, Gambino, Genovese és Lucchese családokként ismerünk. Mindegyik klánnak volt egy körülhatárolt területe és egy szervezeti felépítésű hierarchiája, és ugyanannak az átfogó irányító testületnek jelentettek. Maranzano kezdetben úgy tervezte, hogy minden klán főnöke neki jelentsen, mint magának a capo di tutti i capi-nak azaz minden főnök főnökének. Ez azonban az ő szeptemberi meggyilkolásához vezetett, és ezt a szerepet eltörölték és a Bizottság váltotta fel, amit Lucky Luciano hozott létre és az Egyesült Államokban folytatott összes maffia-tevékenységet felügyeli, és a családok közötti konfliktusok közvetítésére szolgál. A bizottság az Öt család főnökeiből, valamint a Chicago Outfit és a Buffalói klán főnökeiből állt. 1963-ban Joseph Valachi a Valachi meghallgatáson nyilvánosan felfedte a New York-i Öt család létezését. Azóta néhány más bűnözőklán is képes volt elég hatalmassá vagy figyelemre méltóvá válni ahhoz, hogy az Öt családhoz hasonló szintre emelkedjen, és a Hatodik Család nem hivatalos elnevezéssel rendelkezzen vagy osztozzon azon.

## Története

### Az öt családhoz vezető út
Az 1920-as években az Egyesült Államokban a maffia műveleteit Giuseppe "Joe The Boss" Masseria irányította, akinek csoportja főként szicíliai, valamint dél-olaszországi calabriai és campaniai gengszterekből állt. Masseria csoportjához tartozott Charles "Lucky" Luciano, Albert "Mad Hatter" Anastasia, Vito Genovese, Alfred Mineo, Willie Moretti, Joe Adonis és Frank Costello. A nagyhatalmú szicíliai maffiózó, Don Vito Cascio Ferro azonban úgy döntött, hogy ajánlatot tesz a maffia műveleteinek irányítására. Castellammare del Golfo-i bázisáról Salvatore Maranzanót küldte el, hogy átvegye az irányítást. A Castellammarese csoporthoz az Egyesült Államokban Joseph "Joe Bananas" Bonanno, Stefano "The Undertaker" Magaddino, Joseph Profaci és Joe Aiello tartozott. Ahogy egyre nyilvánvalóbbá vált, hogy a két csoport összecsap a maffia vezetéséért, mindegyikük igyekezett újabb követőket toborozni a támogatására.
Kívülről nézve a Castellammarese háború, Masseria és Maranzano erői között zajlott. Alatta azonban egy generációs konfliktus is volt a régi gárda szicíliai vezetése - akiket hosszú bajuszuk és régimódi szokásaik miatt "bajszos peteknek" neveztek, például nem voltak hajlandók nem olaszokkal üzletelni - és a "fiatal törökök", egy fiatalabb és sokszínűbb olasz csoport között, akik előremutatóbbak voltak és hajlandóak voltak többet együttműködni a nem olaszokkal. Ez a megközelítés arra késztette követőit, hogy megkérdőjelezzék, vajon Masseria egyáltalán képes volt-e arra, hogy a maffiát a modern időkben virágzásnak indítsa. Ennek a Luciano által vezetett csoportnak az volt a célja, hogy minél hamarabb véget vessen a háborúnak, hogy folytathassák az üzleteiket, mert feleslegesnek tartották a konfliktust. Luciano célja az volt, hogy modernizálja a maffiát, és eltörölje a felesleges ortodox normákat. Ez az elképzelés lehetővé tette számára, hogy követőket vonzzon magához, akik látták Masseria tradicionalista vezetésének elégtelenségét. Ezért mindkét csoport képlékeny volt, sok maffiózó váltott oldalt, vagy ölte meg saját szövetségeseit e háború alatt. 1928-ban már nyilvánvaló volt a feszültség a Maranzano és a Masseria csoportok között, mivel az egyik fél gyakran eltérítette a másik alkoholszállító teherautóit (az alkoholgyártás, forgalmazás akkoriban illegális volt az Egyesült Államokban a szesztilalom miatt).
1931 elején Luciano úgy döntött, hogy kiiktatja Masseriát, és a háború rosszul alakult Masseria számára, ezért Luciano lehetőséget látott arra, hogy hűséget váltson.  Egy Maranzanóval kötött titkos alku keretében Luciano beleegyezett, hogy megtervezi Masseria meggyilkolását, cserébe megkapja Masseria zsákmányait, és Maranzano második embere lesz. Joe Adonis csatlakozott a Masseria csoporthoz, és amikor Masseria értesült Luciano tervéről, megkereste Adonist, hogy ölje meg Lucianót. Adonis azonban ehelyett figyelmeztette Lucianót a gyilkossági tervről. 1931. április 15-én Masseriát megölték a Nuova Villa Tammaróban, egy brooklyni Coney Island-i étteremben. Miközben kártyáztak, Luciano kiment a mosdóba, a fegyveresek pedig Anastasia, Genovese, Adonis és Benjamin "Bugsy" Siegel voltak. Ciro "The Artichoke king" Terranova vezette az autót amivel menekültek, de a legenda szerint annyira felkavarta a dolog, hogy nem tudott elindulni, és Siegelnek kellett kilöknie őt a vezetőülésből. Maranzano beleegyezésével Luciano átvette Masseria bandáját, és Maranzano (caporegime) "helyi vezére" lett, ezzel véget vetve a Castellammarese háborúnak.

### Az öt család megalakulása
Masseria távozásával Maranzano átszervezte a New York-i olasz-amerikai bandákat az Öt családba, amelynek élén Luciano, Profaci, Gagliano, Mangano és ő maga állt. Maranzano összehívott a New York állambeli Wappingers Fallsban egy bűnözői főnöki találkozót, ahol capo di tutti i capi ("minden főnök főnöke") lett a titulusa, és a rivális családok zsákmányát is leépítette a sajátja javára. Luciano látszólag elfogadta ezeket a változásokat, de csak az időt várta, mielőtt eltávolítja Maranzanót, Bár Maranzano valamivel előremutatóbb volt, mint Masseria, Luciano úgy vélte, hogy Maranzano még kapzsibb és sunyibb, mint Masseria volt.
1931 szeptemberére Maranzano rájött, hogy Luciano fenyegetést jelent, és felbérelte Vincent "Mad Dog" Collt, egy ír gengsztert, hogy ölje meg őt. 1931-ben azonban Lucchese figyelmeztette Lucianót, hogy halálra van jelölve. 1931. szeptember 10-én Maranzano felszólította Lucianót, Genovese-t és Costellót, hogy menjenek a manhattani Park Avenue 230-ban található irodájába. Meggyőződve arról, hogy Maranzano meg akarja őket gyilkolni, Luciano úgy döntött, hogy előbb cselekszik. Négy zsidó gengsztert küldött az irodába, akiknek az arcát Maranzano emberei nem ismerhették és akiket Meyer Lansky és Bugsy Siegel segítségével szervezték be. A gengszterek közül kettő kormányügynöknek álcázva magát, lefegyverezte Maranzano testőreit. A másik kettő, Lucchese segítségével, aki azért volt ott, hogy rámutasson Maranzanóra, -mivel a felbérelt gengszterek nem ismerték- többször megszúrta a főnököt, mielőtt lelőtte volna. Ez a merénylet volt az első abból, amit később a "Szicíliai Vecsernyék Éjszakája" néven emlegettek.

### A Bizottság megalakulása
Maranzano 1931-es meggyilkolása után Luciano Chicagóban gyűlést hívott össze. Bár kevés ellenvetés lett volna, ha Luciano capo di tutti i capinak nyilvánítja magát, mégis eltörölte ezt a címet, mivel úgy vélte, hogy a pozíció gondot okoz a családok között, és célponttá teszi magát egy másik ambiciózus kihívó számára. Luciano céljai a Bizottsággal azok voltak, hogy csendben fenntartsa saját hatalmát az összes család felett, és hogy megelőzze a jövőbeli bandaháborúkat; a főnökök jóváhagyták a Bizottság ötletét. A Bizottság egy "igazgatótanácsból" állt, amely felügyelte az összes maffia tevékenységet az Egyesült Államokban, és a családok közötti konfliktusok közvetítésére is szolgált.
A Bizottság hét családfőből állt: New York öt családjának vezetőiből: Charles "Lucky" Luciano, Vincent Mangano, Tommy Gagliano, Joseph Bonanno és Joe Profaci; Al Capone, a chicagói alakulat főnöke; és Stefano Magaddino, a buffalói családfőnök. Charles Lucianót nevezték ki a Bizottság elnökévé és a Bizottság megállapodott abban, hogy ötévente tartanak üléseket, illetve amikor szükség van arra, hogy megvitassák a családi problémákat.

### A családok eredeti és jelenlegi főnökei
1963-ban Joseph Valachi a Valachi meghallgatáson nyilvánosságra hozta a New York-i Öt család létezését. Valachi szerint a családok eredeti főnökei Charles Luciano, Tommaso Gagliano, Joseph Profaci, Salvatore Maranzano és Vincent Mangano voltak. Az 1963-as vallomása idején Valachi elárulta, hogy a  jelenlegi főnökök: Tommy Lucchese, Vito Genovese, Joseph Colombo, Carlo Gambino és Joe Bonanno voltak. Azóta is ezek a nevek a leggyakrabban használtak a New York-i Öt családra való utaláshoz, annak ellenére, hogy éveken át felfordulások és váltakozó főnökök voltak mindegyikben.
| Eredeti név | Alapító             | Jelenlegi név | Névadó         | Jelenlegi főnök            | Megbízott főnök                 |
| ----------- | ------------------- | ------------- | -------------- | -------------------------- | ------------------------------- |
| Maranzano   | Salvatore Maranzano | Bonanno       | Joe Bonanno    | Michael "the Nose" Mancuso |                                 |
| Profaci     | Joe Profaci         | Colombo       | Joseph Colombo | Andrew "Andy Mush" Russo   | Alphonse Persico Elöljáró főnök |
| Mangano     | Vincent Mangano     | Gambino       | Carlo Gambino  | Domenico Cefalù            | Lorenzo Mannino Elöljáró főnök  |
| Luciano     | Lucky Luciano       | Genovese      | Vito Genovese  | Liborio Salvatore Bellomo  |                                 |
| Gagliano    | Tommy Gagliano      | Lucchese      | Tommy Lucchese | Victor Amuso               | Michael "Big Mike" DeSantis     |

### Területek
A bűnözőklánok történetileg az egész New York területén, de főként New York városának területén tevékenykedtek. New York államban a bandák Long Islanden (Nassau és Suffolk), valamint Westchester, Rockland és Albany megyékben fokozták bűnözői tevékenységüket. New Jersey államban is erős jelenlétet tartanak fenn. Az Öt család Dél-Floridában, Connecticutban, Las Vegasban és Massachusettsben is aktívan részt vett a szervezett bűnözésben.
- A Bonanno bűnözőklán főleg Brooklyn, Queens, Staten Island és Long Island területén tevékenykedik. A családnak befolyása van Manhattanben, Bronxban, Westchester megyében, New Jerseyben, Kaliforniában és Floridában is, és kapcsolatai vannak a Rizzuto bűnözőklánnal Quebec-ben.
  - A Bath Avenue Crew a New York-i Brooklyn Bensonhurst városrészben működött.
- A Colombo bűnözőklán főként Brooklynban, Queensben és Long Islanden tevékenykedett. A családnak befolyása van Staten Islanden, Manhattanben, Bronxban, New Jerseyben és Floridában is.
- A Gambino bűnözőklán főként Brooklynban, Queensben, Manhattanben, Staten Islanden és Long Islanden működik. A családnak befolyása van még Bronxban, New Jerseyben, Westchester megyében, Connecticutban, Grand Rapidsban, Michiganben, Floridában és Los Angelesben.
  - A The Ozone Park Boys Queensben és Long Islanden tevékenykedik.
- A Genovese bűnözőklán főként Manhattanben, Bronxban, Brooklynban és New Jerseyben tevékenykedik. A család Queensben, Staten Islanden, Long Islanden, Westchester megyében, Rockland megyében, Connecticutban, Massachusettsben és Floridában is befolyással bír.
  - A 116th Street Crew Felső-Manhattanben és Bronxban tevékenykedik.
  - A Greenwich Village Crew az alsó-manhattani Greenwich Village-ben működik.
  - Genovese bűnözőklán New Jersey-i csoportja: New Jersey állam egész területén működik.[26]
- A Lucchese bűnözőklán főként Bronxban, Manhattanben, Brooklynban és New Jerseyben tevékenykedik. A család Queensben, Long Islanden, Staten Islanden, Westchester megyében és Floridában is befolyással rendelkezik.
  - Cutaia Crew: Brooklynban, Queensben és Long Islanden tevékenykedik.
  - A Lucchese bűnözőklán New Jersey-i csoportja: New Jersey egész területén tevékenykedik.
  - The Tanglewood Boys: egy "toborzó banda" volt, amely Westchester megyében, Bronxban és Manhattanben működött.

## A maffiafőnökök utódlása

### Maranzano/Bonanno bűnözőklán
- 1909-1912 - Sebastiano DiGaetano
- 1912-1930 - Nicolo Schirò - elmenekült
- 1930-1931 - Salvatore Maranzano - 1931. szeptember 10-én meggyilkolták.[27]
- 1931-1968 - Joseph "Joe Bananas" Bonanno - 1964. október 21-én Bonanno eltűnt; a bizottság erőszakkal leváltotta a főnöki posztról;[28] a bűnözőklán két csoportra szakadt; 1966 májusában Bonanno két év után újra felbukkant; 1968-ban szívroham után hivatalosan visszavonult.
  - Vitatott 1964-1966 - Gaspar "Gasparino" DiGregorio - Bonanno eltűnésekor beiktatták, később a Bizottság erőszakkal leváltotta.[28]
  - Hivatalban 1966-1968 - Paul Sciacca[29] - a DiGregorio csoport részéről.
- 1968-1971 - Paul Sciacca - bebörtönözték.
- 1971-1973 - Natale "Joe Diamonds" Evola[29] - 1973. augusztus 28-án meghalt.[30]
- 1973-1991 - Phillip "Rusty" Rastelli[29] - bebörtönözve 1975-1984 és 1986-1991.[31]
  - Megbízott (nem hivatalos)[32] 1974-1979 - Carmine "Cigar" Galante[29] - 1979. július 12-én meggyilkolták.[31]
  - Aktív 1979-1983 - Salvatore "Sally Fruits" Farrugia - a Bizottság által kinevezett.[33]
  - 1987-1991 - Anthony "Old Man" Spero[29] - 2002-ben életfogytiglani börtönbüntetésre ítélték, 2008-ban meghalt.
- 1991-2004 - Joseph "Big Joey" Massino - 2003 januárjában bebörtönözték, 2004 októberében informátor lett.
  - Megbízott 1991-1993 - Anthony "Old Man" Spero
  - 2003-2004 - Anthony "Tony Green" Urso - 2004 januárjában bebörtönözték.
- 2004-2011 - Vincent "Vinny Gorgeous" Basciano - 2004 novemberében bebörtönözték, 2007 júliusában életfogytiglani börtönbüntetést kapott.
  - 2004-2006 - Michael "the Nose" Mancuso - bebörtönözve 2006 februárjában.
  - 2006-2009 - Salvatore "Sal the Iron Worker" Montagna - 2009 áprilisában Kanadába deportálták,[34] 2011 novemberében lelőtték.
  - Megbízott 2010-2012 - Vincent "Vinny T.V." Badalamenti - 2012 januárjában bebörtönözték.[35]
- 2013-tól napjainkig - Michael "the Nose" Mancuso[36] - 2019. március 12-én szabadult a börtönből.
  - Megbízott 2013-2014 - Thomas "Tommy D" DiFiore[37] - 2014. január 23-án letartóztatták.
  - Megbízott 2014-2015 - John "Johnny Skyway" Palazzolo - letartóztatták 2015. március 27-én feltételes szabadlábra helyezés megsértése miatt.[38]
  - Aktív 2015-2019 - Joseph "Joe C" Cammarano Jr.[39] - 2018. január 12-én vádat emeltek ellene zsarolás vádjával, 2019. március 13-án felmentették.[40][41][42][43]

### Profaci/Colombo bűnözőklán
- 1928-1962 - Joseph Profaci[44] - természetes halállal halt meg.
- 1962-1963 - Joseph Magliocco[44] - a maffiabizottság visszavonulásra kényszerítette.
- 1963-1973 - Joseph Colombo[44] - merénylet következtében megbénult.
  - 1971-1972 - Joseph Yacovelli[44][45] - Joe Gallo meggyilkolása után elmenekült.
  - 1972-1973 - Vincenzo "Vincent" Aloi[46] - bebörtönözték.
  - 1973 - Joseph "Joey" Brancato[44][46] - bebörtönözték.[45]
- 1973-2019 - Carmine "Junior" Persico[44] - bebörtönözve 1973-1979,[47] 1981-1984,[48] 1985-2019,[49] 2019. március 7-én meghalt.[50]
  - Aktív 1973-1979 - Thomas DiBella[46] - lemondott, consigliere lett.
  - Megbízott 1981-1983 - Alphonse "Allie Boy" Persico - Carmine Persico testvére; szökevény 1980-1987, bebörtönözték.[51][52]
  - Megbízott 1983-1984 - Gennaro "Jerry Lang" Langella - bebörtönözték.[49]
  - Megbízott 1985-1987 - Anthony "Scappy" Scarpati[53] - bebörtönözve.
  - Megbízott 1987-1991 - Vittorio "Vic" Orena[54] - életfogytiglani börtönbüntetésre ítélve.[55]
  - Működő 1991-1993 - betöltetlen - vitatott vezetés a harmadik háború alatt.
  - Aktív 1994-1996 - Andrew "Andy Mush" Russo[56][57][58] - bebörtönözték 1997 márciusában.[58]
  - Aktív 1996-2019 - Alphonse "Little Allie Boy" Persico[56] - Carmine Persico fia; bebörtönözve, életfogytiglanra ítélve 2009.[59][60][61]
- 2019-jelenlegi - Andrew "Andy Mush" Russo - 2021. szeptember 14-én vádat emeltek ellene.[25]

### Mangano/Gambino bűnözőklán
- 1900-as évek-1910 - Ignazio "The wolf" Lupo - 1910-ben bebörtönözték.[62]
- 1910-1928 - Salvatore "Toto" D'Aquila - 1916-ban átvette a brooklyni Camorrát, és egyesült Al Mineo bandájával, így alakítva ki a legnagyobb családot New Yorkban. Joe Masseria főnök parancsára 1928-ban megölték.[66]
- 1928-1930 - Manfredi "Alfred" Mineo - 1930-ban meghalt a castellammarai háborúban.
- 1930-1931 - Frank Scalice - lefokozták, miután megölték minden főnökök főnökét, Salvatore Maranzanót.
- 1931-1951 - Vincent Mangano - 1951 áprilisában eltűnt, állítólag Albert Anastasia alvezér parancsára ölték meg.
- 1951-1957 - Albert Anastasia - 1957 októberében meggyilkolták Carlo Gambino parancsára.
- 1957-1976 - Carlo Gambino - természetes halállal halt meg 1976-ban.
  - 1964-1976 - Paul Castellano - Gambino megbízott főnöke, halála után lett hivatalos főnök.
- 1976-1985 - Paul Castellano - 1985 decemberében meggyilkolták John Gotti capo parancsára.
- 1985-2002 - John Gotti - 1990-ben bebörtönözték, 2002-ben meghalt.
  - Aktív 1993-1999 - John A. Gotti - 1999-ben bebörtönözték, később visszavonult.
  - Aktív 1999-2002 - Peter Gotti - hivatalos főnökké léptették elő.
- 2002-2011 - Peter Gotti - 2002-ben bebörtönözték, 2021-ben meghalt.
  - Aktív 2002-2005 - Arnold Squitieri[67]
  - Megbízott 2005-2008 - John D'Amico[68]
- 2011-től napjainkig - Domenico "Italian Dom" Cefalù
  - Megbízott 2015-2019 - Frank Cali - 2019 márciusában meggyilkolták.[69]
  - Frontfőnök 2019-jelenlegi - Lorenzo Mannino[70]

### Luciano/Genovese bűnözőklán
- 1890-1909 - Giuseppe "the Clutch hand" Morello - bebörtönözve
- 1910-1916 - Nicholas "Nick Morello" Terranova - meggyilkolták 1916. szeptember 7-én.
- 1916-1920 - Vincenzo "Vincent" Terranova - lemondott, és alvezér lett.
- 1920-1922 - Giuseppe "the Clutch hand" Morello - lemondott, és Masseria alfőnöke lett.
- 1922-1931 - Giuseppe "Joe, the Boss" Masseria - 1931. április 15-én meggyilkolták.
- 1931-1946 - Charles "Lucky" Luciano - 1936-ban bebörtönözték, 1946-ban kitoloncolták Olaszországba.
  - 1936-1937 - Vito Genovese - 1937-ben Olaszországba menekült, hogy elkerülje a gyilkossági vádat.
  - 1937-1946 - Frank "The Prime Minister" Costello - Luciano deportálása után lett a hivatalos főnök.
- 1946-1957 - Frank "The Prime Minister" Costello - 1957-ben lemondott a Genovese-Gigante merénylet után.[71][72]
- 1957-1969 - Vito "Don Vito" Genovese - 1959-ben bebörtönözték, 1969-ben a börtönben halt meg.
  - 1959-1962 - Anthony "Tony Bender" Strollo - 1962-ben tűnt el.
  - Megbízott 1962-1965 - Thomas "Tommy Ryan" Eboli - frontfőnök lett.
  - 1965-1969 - Philip "Benny Squint" Lombardo - lett a hivatalos főnök.
- 1969-1981 - Philip "Benny Squint" Lombardo - 1981-ben visszavonult, 1987-ben természetes halállal halt meg.
- 1981-2005 - Vincent "Chin" Gigante - 1997-ben bebörtönözték, 2005. december 19-én halt meg a börtönben.[73]
  - 1989-1996 - Liborio "Barney" Bellomo - utcai főnökké léptették elő.
  - 1997-1998 - Dominick "Quiet Dom" Cirillo - szívrohamot kapott és lemondott.
  - 1998-2005 - Matthew "Matty the Horse" Ianniello - lemondott, amikor 2005 júliusában vádat emeltek ellene.
  - 2005-2008 - Daniel "Danny the Lion" Leo[74]  - bebörtönözve 2008-2013 között
- 2010-től napjainkig - Liborio "Barney" Bellomo

### Gagliano/Lucchese bűnözőklán
- 1922-1930: Gaetano "Tommy" Reina:[75] 1930. február 26-án meggyilkolták.
- 1930: Bonaventura "Joseph" Pinzolo:[75] meggyilkolták 1930. szeptember 5-én.
- 1930-1951: Tommaso "Tommy" Gagliano:[75] 1951-ben vonult vissza, meghalt 1953. február 16-án.
- 1951-1967: Gaetano "Tommy Brown" Lucchese:[75] 1967. július 13-án halt meg.[76][77][78]
  - Megbízott 1966-1967: Carmine Tramunti: lemondott.
  - Megbízott 1967: Ettore "Eddie" Coco:[75] lemondott.
- 1967-1973: Carmine "Mr. Gribbs": Carmine "Mr. Gribbs" Tramunti:[75] 1973 októberében bebörtönözték.
- 1973-1986: Anthony "Tony Ducks" Corallo:[75] 1985. február 15-én vádat emeltek ellene, 1986. november 19-én a maffia bizottsági perben elítélték, és 1987. január 13-án 100 év börtönre ítélték.
- 1986-tól napjainkig: Vittorio "Vic" Amuso:[75][79] 1991-ben tartóztatták le, 1993 januárjában életfogytiglani börtönbüntetést kapott.
  - Megbízott 1990-1991: Alphonse "Little Al" D'Arco:[75] lefokozták, a döntőbizottság tagja lett.[80]
  - Aktív 1995-1998: Joseph "Little Joe" DeFede:[81] 1998-ban bebörtönözték.
  - Megbízott 1998-2000: Steven "Wonderboy" Crea:[75] 2000. szeptember 6-án bebörtönözték.[82]
  - Megbízott 2000-2003: Louis "Louie Bagels" Daidone:[75] 2003 márciusában bebörtönözték, 2004 januárjában életfogytiglani börtönbüntetést kapott.
  - Megbízott 2009-2017: Matthew "Matt" Madonna: 2007-ben és 2009-ben vádat emeltek ellene; 2015-től napjainkig börtönben; 2017-ben vádat emeltek ellene.[83][84][85][86]
  - Megbízott 2017-től napjainkig: Michael "Big Mike" DeSantis.[86]

## Lásd még
- Amerikai maffia

## Fordítás
- Ez a szócikk részben vagy egészben  a   Five Families című angol Wikipédia-szócikk ezen változatának fordításán alapul.  Az eredeti cikk szerkesztőit annak laptörténete sorolja fel. Ez a jelzés csupán a megfogalmazás eredetét és a szerzői jogokat jelzi, nem szolgál a cikkben szereplő információk forrásmegjelöléseként.